# Dziśnieńska Półbrygada Obrony Narodowej

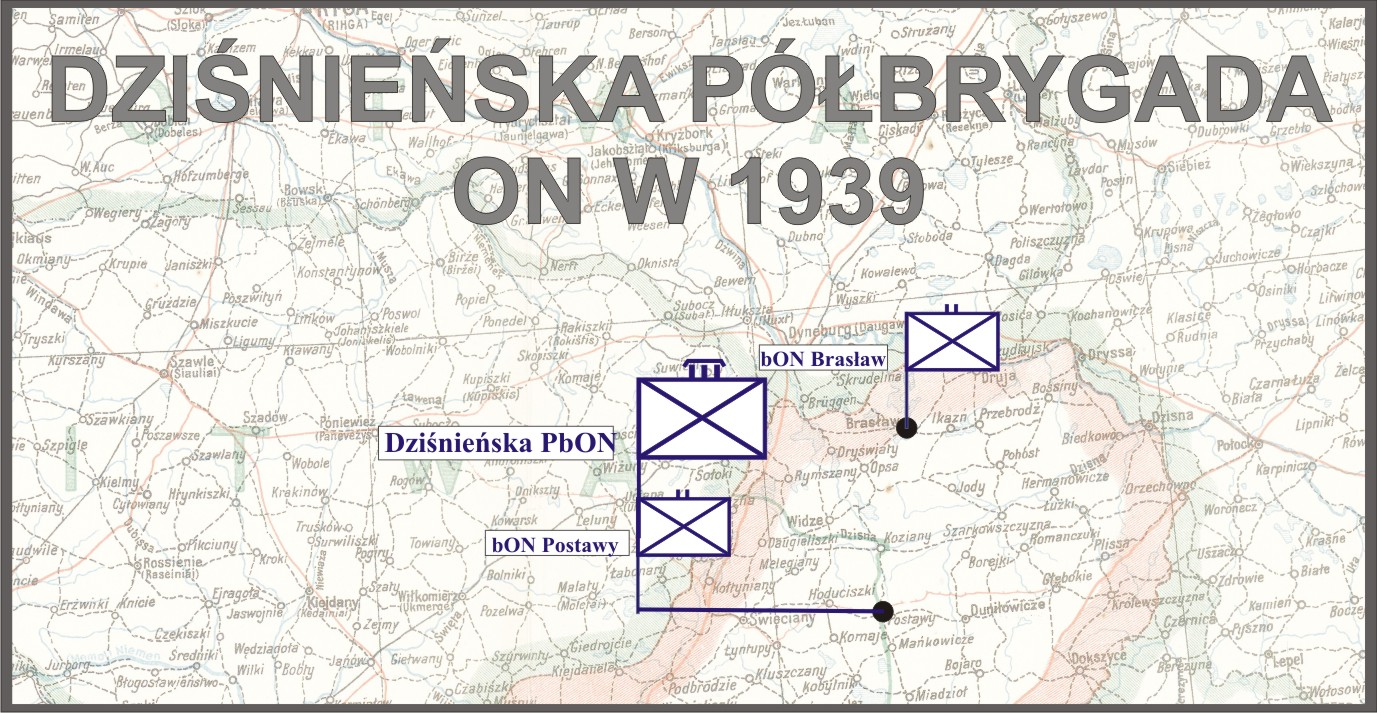
Dziśnieńska Półbrygada ON

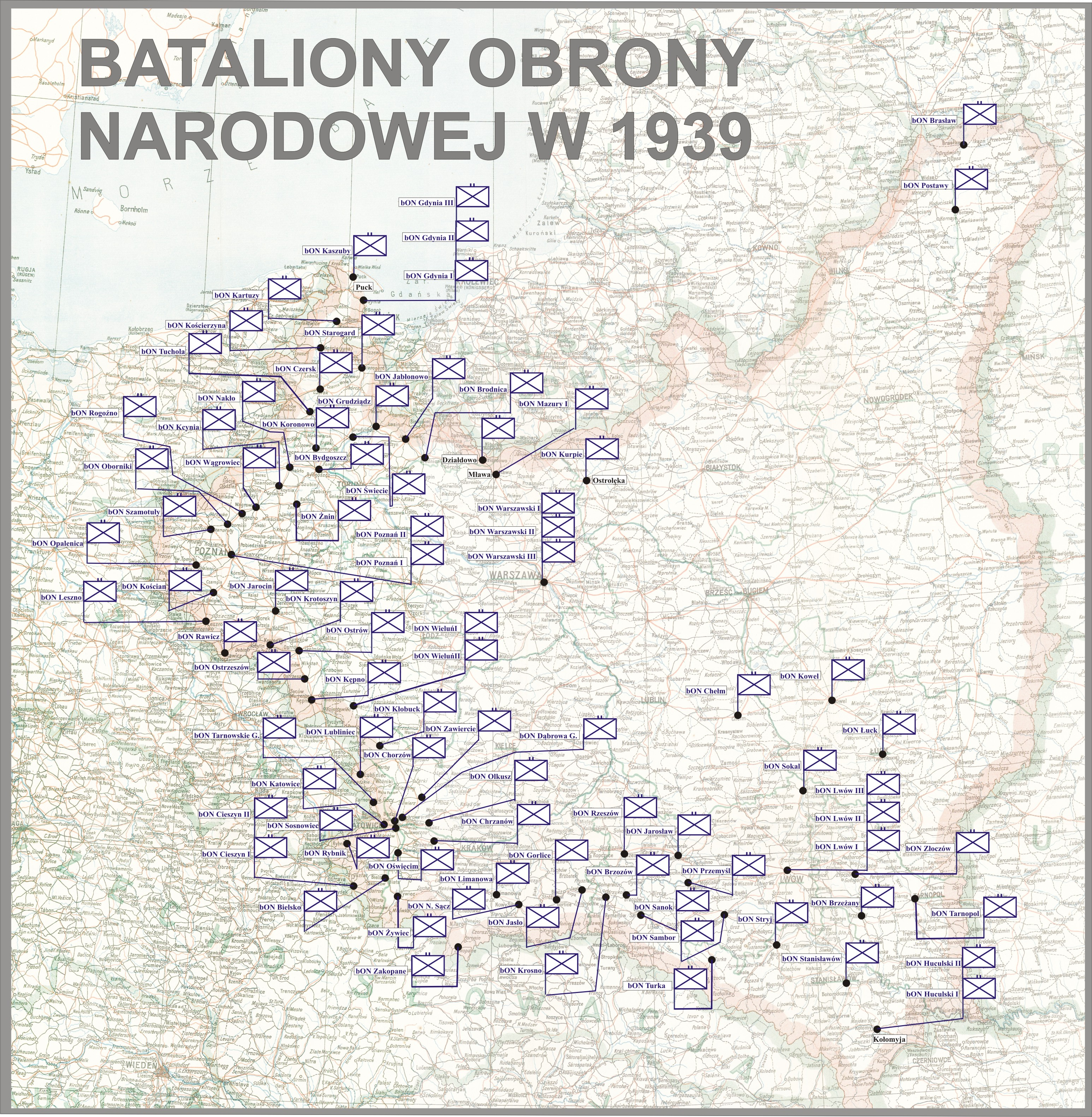
Obrona Narodowa w 1939

Dziśnieńska Półbrygada Obrony Narodowej – półbrygada piechoty Wojska Polskiego II RP.

## Formowanie i zmiany organizacyjne
Dziśnieńska Półbrygada ON została sformowana na podstawie rozkazu L. dz. 1533/Tjn. ON Ministra Spraw Wojskowych z 18 lipca 1938 roku w składzie dwóch batalionów: brasławskiego i postawskiego batalionu ON oraz oddziału zwiadowców. Etatowo liczyła 868 ludzi, w tym: 36 oficerów, 156 podoficerów, 3 pracowników cywilnych i 673 strzelców. Uzbrojona była w 4 ckm-y, 18 rkm-ów, 542 kb i 241 kbk. Dowódcą został mianowany ppłk. dypl. Edward Perkowicz. Półbrygada podporządkowana została pułkowi KOP „Głębokie”.
Półbrygada podporządkowana została dowódcy Okręgu Korpusu Nr III, a pod względem inspekcji, gen. dyw. Stefanowi Dąb-Biernackiemu.
Dowództwo stacjonowało w Postawach. Dowódca półbrygady pełnił równocześnie obowiązki kierownika Okręgowego Urzędu Wychowania Fizycznego i Przysposobienia Wojskowego oraz referenta dowódcy OK III do spraw Obrony Narodowej.
22 marca 1939 roku szef Departamentu Piechoty M.S.Wojsk. wyraził zgodę na wcielenie do półbrygady 20% Białorusinów "lojalnych wobec władzy państwowej". Było to spowodowane dużymi trudnościami z rekrutacją odpowiedniej liczby Polaków.
Wiosną tego roku oba bataliony ON przeformowane zostały według etatu batalionu ON typ I. Latem półbrygada podporządkowana została dowódcy Korpusu Ochrony Pogranicza, a teren powiatu postawskiego włączony do Rejonu PW KOP.

## Działania półbrygady w 1939
W kampanii wrześniowej półbrygada osłaniała granicę z Łotwą. 17 września 1939 około 5:00 szef sztabu brygady kpt. Cyprian Chodźko ogłosił alarm. Pełniący obowiązki dowódcy kpt. Chodźko nawiązał też łączność z dowódcą pułku KOP „Głębokie” ppłk. Świątkowskim. Wobec niekorzystnego położenia baonu ON „Brasław”, nakazał jego odwrót do Wilna. Podobny rozkaz otrzymał dowódca baonu ON „Postawy”. Z baonem kpt. Cadera wyruszyły z Postaw nadwyżki 23 puł rtm. Grzegorza Druhowino. W czasie marszu polskie pododdziały atakowane były przez sowieckie lotnictwo. Strat nie było. Wieczorem zgrupowanie dotarło do Hoduciszek. Tam oczekiwał na nie przybyły z Wilna płk dypl. Perkowicz. Nawiązał on kontakt telefoniczny z władzami dyrekcji kolejowej w Wilnie i zażądał transportu. Załadowanie baonu kpt. Cadera oraz dywizjonu rtm. Druhowino zakończono 18 września o 1:30. Baon prowadził kpt. Chodźko, a płk dypl. Perkowicz udał się do baonu ON „Brasław”. Postawski Batalion ON dotarł do Wilna 18 września około godz. 6.00, a już wieczorem tego samego dnia wymaszerował na Grodno. 21 września w składzie „Zgrupowania Wołkowysk” gen. bryg. Wacława Przeździeckiego wymaszerował z miasta na przeprawę przez Niemen w m. Hoża. W rejonie przeprawy stoczył walkę z sowietami po czym wycofał się na Kalety. 23 września pod Kaletami ponownie starł się z Armią Czerwoną. Tego samego dnia, wieczorem, po wyczerpaniu amunicji, batalion przeszedł na Litwę.
Dowództwo półbrygady i Brasławski Batalion ON nie mogąc dotrzeć do Wilna dotarły do m. Dukszty, a następnie przeszły na Łotwę.

## Struktura organizacyjna brygady
- Dowództwo Dziśnieńskiej Półbrygady ON w Postawach
- Brasławski batalion ON
- Postawski batalion ON w Postawach
- oddział zwiadowców w Postawach
- komenda powiatowa przysposobienia wojskowego KOP „Postawy”
- komenda powiatowa przysposobienia wojskowego KOP „Brasław”
- komenda powiatowa przysposobienia wojskowego KOP „Dzisna”